# 書劍江山 (1984年電視劇)
《书剑江山》（英語：Book and Sword Chronicles）是台湾电视公司根據金庸所著的武俠小說《書劍恩仇錄》改編而拍攝製作的清裝武俠电视剧，全劇共11集，编剧申江、梁海强、简柏欣，导演申江、游天龙，1984年首播。

## 演员表
- 游天龙 饰 陈家洛 / 乾隆帝
- 森森 饰 霍青桐
- 杨丽音 饰 香香公主
- 汤秦 饰 余鱼同
- 斑斑 饰 李沅芷
- 蔡弘 饰 文泰来
- 茅瑛 饰 骆冰
- 张英颀 饰 徐天宏
- 上官明莉 饰 周绮
- 万杰 饰 周仲英
- 郑孝纬 饰 周绮母
- 卢迪 饰 陆菲青
- 田丰 饰 张召重
- 易原 饰 袁士霄
- 龙飞 饰 于万亭
- 潘彰明 饰 石双英
- 马纪仁 饰 章进
- 余松照 饰 蒋四根
- 韩江 饰 兆惠
- 陈震 饰 童兆和
- 何伟雄 饰 阎世章
- 胡光 饰 李可秀
- 张媛 饰 李夫人
- 金浩 饰 曾图南
- 凡伟 饰 木卓伦
- 胡钧 饰 凡尔提
- 龙威 饰 孟健雄
- 张义贵 饰 瑞大林